# Іан Макміллан
Джон Лівінгстон "Іан" Макміллан (англ. John Livingstone "Ian" McMillan, 18 березня 1931, Ейрдрі — 16 лютого 2024) — шотландський футболіст, що грав на позиції нападника, зокрема, за клуби «Ейрдріоніанс» та «Рейнджерс», а також національну збірну Шотландії. По завершенні ігрової кар'єри — тренер.
Чотириразовий чемпіон Шотландії. Чотириразовий володар Кубка Шотландії. Триразовий володар Кубка шотландської ліги.

## Клубна кар'єра
У футболі дебютував 1948 року виступами за команду «Ейрдріоніанс», в якій провів десять сезонів, взявши участь у 249 матчах чемпіонату.  Більшість часу, проведеного у складі «Ейрдріоніанс», був основним гравцем атакувальної ланки команди. У складі «Ейрдріоніанс» був одним з головних бомбардирів команди, маючи середню результативність на рівні 0,41 голу за гру першості.
Своєю грою за цю команду привернув увагу представників тренерського штабу клубу «Рейнджерс», до складу якого приєднався 1958 року. Відіграв за команду з Глазго наступні шість сезонів своєї ігрової кар'єри. Граючи у складі «Рейнджерс» також здебільшого виходив на поле в основному складі команди. За цей час став чотириразовим чемпіоном Шотландії, чотири рази володів кубком Шотландії і тричі кубком шотландської ліги. 
Завершив ігрову кар'єру у команді «Ейрдріоніанс», у складі якої вже виступав раніше. Повернувся до неї 1964 року, захищав її кольори до припинення виступів на професійному рівні у 1966.

## Виступи за збірну
1952 року дебютував в офіційних матчах у складі національної збірної Шотландії. Протягом кар'єри у національній команді провів у її формі 6 матчів, забивши 2 голи.
Був присутній в заявці збірної на чемпіонаті світу 1954 року у Швейцарії, але на поле не виходив. 

## Кар'єра тренера
Розпочав тренерську кар'єру, повернувшись до футболу після невеликої перерви, 1970 року, очоливши тренерський штаб клубу «Ейрдріоніанс». Наразі досвід тренерської роботи обмежується цим клубом.

## Титули і досягнення
- Чемпіон Шотландії (4):

«Рейнджерс»: 1958-1959, 1960-1961, 1962-1963, 1963-1964
- Володар Кубка Шотландії (4):

«Рейнджерс»: 1959-1960, 1961-1962, 1962-1963, 1963-1964
- Володар Кубка шотландської ліги (3):

«Рейнджерс»: 1960-1961, 1961-1962, 1963-1964